# OTS-1
O OTS-1 foi um satélite de comunicação geoestacionário europeu construído pela British Aerospace, ele era de propriedade da Agência Espacial Europeia (ESA). O satélite foi baseado na plataforma OTS Bus. O mesmo foi perdido devido a uma falha no lançamento.

## História
O OTS-1 e 2 (Orbital Test Satellite) eram uns satélites de comunicação experimentais herdados pela ESA em 1975 de seu antecessor, a Organização Europeia de Investigação Espacial (ESRO).
Estes foram os primeiros satélites de comunicação geoestacionários a transportar seis transponders banda Ku de (14/11 GHz) e foram capazes de lidar com 7.200 circuitos telefônicos. Com uma massa de cerca de 445 kg na estação, a plataforma OTS Bus era hexagonal com dimensões de 2,4 m por 2,1 m. Dois painéis solares com uma extensão de 9,3 m, com 0,6 kW de potência elétrica. A British Aerospace foi o contratante principal do consórcio europeu MESH que desenvolveu o veículo OTS.
O OTS-1 foi perdido no lançamento, em setembro de 1977. O OTS-2 foi lançado com sucesso em maio de 1978.

## Lançamento
O satélite foi lançado ao espaço no dia 13 de setembro de 1977, por meio de um veículo Delta-3914, lançado a partir da Estação da Força Aérea de Cabo Canaveral, na Flórida, EUA. O satélite foi perdido após o veículo lançador sofrer uma falha durante o lançamento. Ele tinha uma massa de lançamento de 865 kg.

## Capacidade e cobertura
O OTS-1 era equipado com 6 transponders em banda Ku para prestar serviços à Comunidade Europeia.